# Ancistrosyllis groenlandica
Ancistrosyllis groenlandica är en ringmaskart som beskrevs av McIntosh 1879. Enligt Catalogue of Life ingår Ancistrosyllis groenlandica i släktet Ancistrosyllis och familjen Pilargidae, men enligt Dyntaxa är tillhörigheten istället släktet Ancistrosyllis och familjen Pilargiidae. Arten har ej påträffats i Sverige. Inga underarter finns listade i Catalogue of Life.